# Mr. Epp and the Calculations
Mr Epp and The Calculations es una banda de punk rock formada en 1978 por Mark Arm con algunos amigos de la secundaria de los suburbios de Seattle.

## Carrera
Después de ser cancelados varias veces, Mr Epp llegaría a tocar en 1981 teloneando a una banda llamada Student Nurse en el Queen Anne's UCT Hall. A pesar de su legendaria falta de técnica que incluso los llevó a ser a ser llamados “la peor banda del mundo” en más de una ocasión, Mr Epp comenzó a trabajar en su próximo lanzamiento un EP en formato 7 pulgadas publicado en 1982. En 1983, en un intento de sonar más como una banda de verdad, se agregó al grupo un segundo guitarrista, Steve Turner, quien previamente había tocado en una banda de garaje llamada Ducky Boys. El mismo año se lanzó en formato casete la producción Live As All Get Out, coincidiendo con la debacle del grupo que tuvo su última presentación en febrero de 1984 en el Metrópolis con Malfunkshun.

## Discografía
- Of Course I'm Happy, Why? EP, 1982
- Live As All Get Out, 1984
- Tapes From The Dead, 1990
- Ridiculing The Apochalypse, 1996

## Miembros

### Miembros Originales
- John Smitty, vocal (1978 - 1984)
- Mark Arm, guitarra (1978 - 1984)
- Todd Morey, bajo (1978 - 1984)
- Darren Morey,, batería (1979 - 1980, 1981 - 1984)

### Miembros anteriores
- Paul Zech, batería (1978)
- Peter Wick, batería (1978, 1980)
- Randy Rubato, batería (1981)
- Steve Turner, 2.ª guitarra (1984)
- Tayla Christian, Batería (1984)